# Denis Kramar
Denis Kramar (ur. 7 listopada 1991 w Murskiej Sobocie) – słoweński piłkarz występujący na pozycji obrońcy. Jest wychowankiem Rudaru Velenje, skąd był wypożyczony do NK Šmartno. W 2013 roku został zawodnikiem Widzewa Łódź, dla którego rozegrał trzy spotkania w Ekstraklasie. W styczniu 2014 roku podpisał kontrakt z hiszpańskim Getafe CF.

## Statystyki kariery
| Sezon       | Klub          | Kraj     | Rozgrywki     | Mecze | Bramki |
| ----------- | ------------- | -------- | ------------- | ----- | ------ |
| 2009/10     | Rudar Velenje | Słowenia | Prva SNL      | 2     | 0      |
| 2010/11     | NK Šmartno    | Słowenia | Druga Liga    | 19    | 3      |
| 2011/12 (j) | NK Šmartno    | Słowenia | Druga Liga    | 1     | 0      |
| 2011/12     | ND Mura 05    | Słowenia | Prva SNL      | 11    | 0      |
| 2012/13 (j) | ND Mura 05    | Słowenia | Prva SNL      | 16    | 1      |
| 2012/13 (w) | Widzew Łódź   | Polska   | Ekstraklasa   | 3     | 0      |
| 2013/14     | Paralimni     | Cypr     | A’ Kategorias |       |        |